# Gustav de Vries

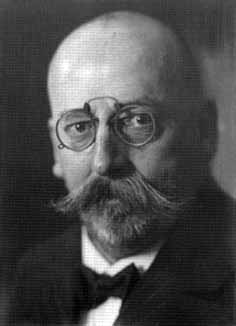
Gustav de Vries

Gustav de Vries (Amsterdam, 22 januari 1866 - Haarlem, 16 december 1934) was een Nederlandse wiskundige, die vooral herinnerd wordt vanwege zijn werk aan de Korteweg-de Vries vergelijking, samen met Diederik Johannes Korteweg. 
Hij studeerde aan de Universiteit van Amsterdam bij Van der Waals en Diederik Korteweg. Zijn proefschrift uit 1894, Bijdrage tot de kennis der lange golven, bevatte de niet-lineaire differentiaalvergelijking die het mogelijk maakte een bepaald type golven in nauwe kanalen te beschrijven en die nu zijn naam draagt. De Vries bleef geen wetenschapper, maar nam in 1894 een baan aan als leraar op de "HBS en Handelsschool" in Haarlem, waar hij tot zijn pensionering in 1931 bleef.